# IC 3221
IC 3221 је спирална галаксија у сазвјежђу Береникина коса која се налази на листи објеката дубоког неба у Индекс каталогу.
Деклинација објекта је + 25° 17' 0" а ректасцензија 12h 22m 20,1s. Привидна величина (магнитуда) објекта IC 3221 износи 15,9 а фотографска магнитуда 16,7.